# Lampoh Daya
Lampoh Daya is een bestuurslaag in het regentschap Banda Aceh van de provincie Atjeh, Indonesië. Lampoh Daya telt 1296 inwoners (volkstelling 2010).